# Teräspyörä
Teräspyörä-Steelwheel Oy ist ein 2005 aus der Firma Saalasti hervorgegangener finnischer Hersteller für Eisenbahnzubehör, darunter Lokomotiven verschiedener Ausführungen sowie Spezialfahrzeuge. Zusätzlich wartet Teräspyörä Eisenbahnfahrzeuge und vermietet Lokomotiven und Güterwagen. Verwaltungssitz ist Espoo. Der Mutterkonzern von Teräspyörä ist die Saalasti Group.

## Geschichte
Die Geschichte der Firma Saalasti begann in den 1950er Jahren, als das 1945 gegründete Maschinenbauunternehmen und Ingenieurbüro von Tapio Saalasti seine ersten Fahrzeuge lieferte.
Dies waren leichte Schmalspurlokomotiven, die Teil der Reparationsleistungen für die Sowjetunion waren und aus verschiedenen Gründen in Finnland verblieben. Sie mussten an die verwendeten Spurweiten angepasst werden. Nach Abschluss dieser Arbeiten begann Saalasti selbst mit der Herstellung von Lokomotiven. Die erste Otso-Lokomotive wurde 1956 hergestellt. Otso ist ein alter finnischer Name für „Bär“. Ursprünglich wurden auch andere große Tiere oder große Menschen so genannt. Heute ist es ein üblicher männlicher Vorname.
Neben Rangierlokomotiven wurden Gleisbaumaschinen gebaut, die ab 1970 zuerst nach Schweden exportiert wurden. Die ersten funkgesteuerten Rangierlokomotiven und Roboterlokomotiven ohne Führerhaus wurden 1977 hergestellt. Wartungs- und Instandhaltungsarbeiten an Fahrzeugen und Geräten werden seit 2005 unter dem Namen Teräspyörä-Steelwheel Oy durchgeführt. Seit 2010 erfolgt auch die Produktion unter diesem Namen.
Die Saalasti-Fahrzeuge werden im Ortsteil Voikkaa der Stadt Kouvola gebaut. Der Schwerpunkt der Instandhaltung liegt auf Gleismaschinen, Wagen und Lokomotiven sowie anderen Geräten.

## Erzeugnisse
Das breite Spektrum der Firma umfasst unter anderem folgende Produkte:
- Lokomotiven
  - Move 66 – dreiachsige Diesellokomotive für den Einsatz auf Rangierbahnhöfen und Baustellen (Otso4 und Otso6)[2]:13
  - Tve4 – zweiachsige Diesellokomotive für den Einsatz auf Rangierbahnhöfen
  - Rangierroboter in verschiedenen Ausführungen[2]:11
- Mehrzweckfahrzeug mit Kran für Schienenerneuerungs- und Instandhaltungsarbeiten[2]:4
- Seilzugwinden zum Bewegen von Güterwagen[2]:8
- Automatische Rangierkupplungen[2]:14
- Geräte zur Vermessung der Radprofile und Messgeräte für den Raddurchmesser[2]:15

## Sonstiges
Der Mutterkonzern Saalasti stellt Maschinen zur Biomasseverarbeitung her.